# Llibres de privilegis

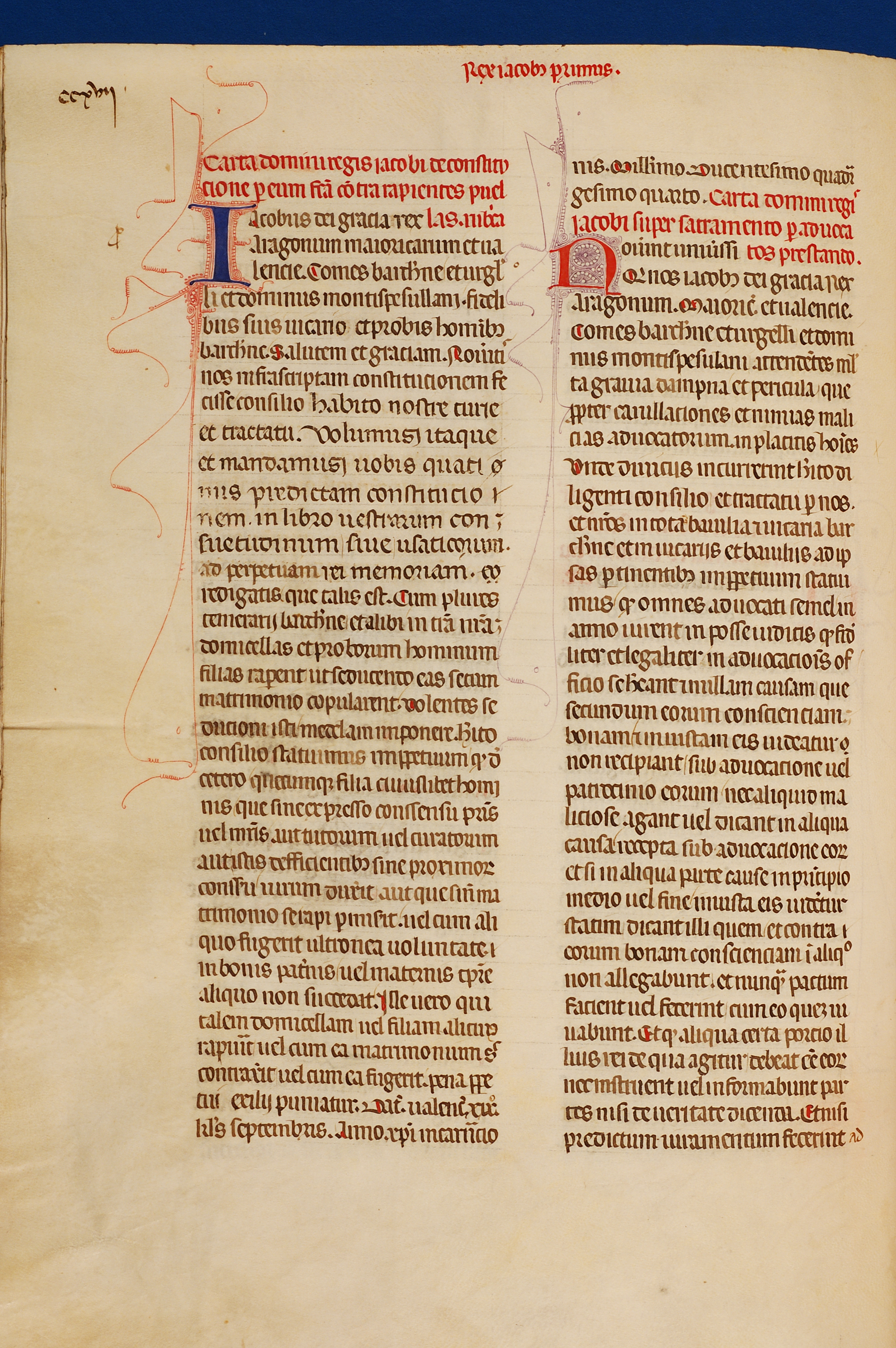
Llibre Verd de Barcelona. Arxiu Històric de la Ciutat de Barcelona

Els llibres de Privilegis són llibres realitzats des d'època antiga per monarquies, institucions eclesiàstiques i les corporacions públiques, les quals van tenir el costum de copiar en un llibre tots els documents que expedien (registres) o que rebien (cartularis), especialment aquells documents que eren garantia d'un privilegi, d'una propietat, d'un dret o d'una jurisdicció. Aquests llibres són coneguts amb el nom de còdex diplomàtics.

## Tipologia
A Catalunya, atenent el tipus d'institució que els feia compilar, podem dividir els còdexs diplomàtics en tres grups: 
1. Comtals: Elaborats per la cancelleria dels primers comtes-reis;
2. Eclesiàstics:Pertanyents a catedrals i monestirs
3. Corporatius: Propietat d'alguna institució pública (municipis) o d'organitzacions professionals (gremis i confraries) o benèfiques (hospitals).

Quant als còdexs corporatius, la majoria són llibres municipals de privilegis. Molts dels principals municipis catalans medievals van sentir la necessitat de tenir uns cartularis en els quals s'enregistressin els documents referents a la fundació de la institució, a la seva organització interna o a les seves successives reformes. El principal motiu pel qual s'elaboraven aquests còdexs era tenir a l'abast els documents més importants, els més consultats o els que havien creat jurisprudència en temes especialment sensibles per a la institució. En la pràctica, la consulta de les còpies dels llibres de privilegis substituïa la dels documents originals, més difícils d'examinar per la seva dispersió o per la seva heterogeneïtat formal. Atesa la necessitat que els documents copiats en aquests còdexs tinguessin validesa legal, sempre eren fets per notaris; aquesta autoria també es posa de manifest pel fet que aquestes compilacions documentals no són desordenades ni arbitràries, sinó que estan estructurades seguint criteris de naturalesa jurídica, patrimonial o cronològica.

## Característiques
La prova que eren considerats llibres singulars i de gran importància per a la institució que els feia redactar era la cura que es posava en la seva confecció material. La majoria eren escrits sobre pergamí i amb una escriptura pròpia dels còdexs, i se’ls dotava d'una decoració luxosa (orles, miniatures, caplletres il·luminades, rúbriques) i d'un relligat també especial, tant per assegurar-ne la conservació com per augmentar la bellesa del còdex mateix. Precisament molts d'aquests llibres de privilegis són coneguts pel nom del color de la pell que en recobria les tapes: llibre vermell, llibre verd, llibre groc, llibre blanc, etc.

## Exemplars destacats
A més del Llibre Verd de Barcelona, el Consell de Cent disposava d'altres llibres de privilegis. Entre aquests, hi destaca el Llibre Vermell, una compilació en quatre volums composta en el transcurs de diversos segles. El volum primer, anomenat també Llibre de Santa Eulàlia, conté la còpia de 160 documents datats entre els anys 1232 i 1390 i va ser elaborat o bé en els últims anys del segle xiv o bé en els primers anys del segle xv. El volum segon, anomenat Llibre de Sant Andreu, té 235 documents dels anys 1095 a 1405 i es devia fer en el primer terç del segle xv. El volum tercer consta de 192 documents del període 1396 a 1507, es devia començar el 1446 i es devia acabar a la primera meitat del segle xvi. Finalment, el volum quart inclou 144 documents dels anys 1328 a 1610 i va ser fet entre la segona meitat del segle xvi i la primera meitat del segle xvii.

### ElPrimer Llibre Verd
L'anomenat Primer Llibre Verd és, com el seu nom indica, un precedent del Llibre Verd de Barcelona. Conté diversos textos de caràcter historiogràfic i jurídic, constitucions de pau i treva i de Corts i privilegis de la ciutat de Barcelona; el document més recent és del 1343. Es va fer abans del 1346 i es va abandonar perquè la ciutat va decidir fer-ne un de nou més correcte i més manejable. Destaca la il·lustració, formada per caplletres il·luminades i filigranades, miniatures i orles.

### Els mal anomenatsUsatges de Ramon Ferrer
El llibre de privilegis anomenat impròpiament Usatges de Ramon Ferrer deu aquest nom al fet, d'una banda, que el primer text copiat és l'acord del Consell de Cent de 1346 d'encarregar al notari Ramon Ferrer l'elaboració d'un llibre de privilegis que millorés el Primer Llibre Verd, i, de l'altra, que el primer text jurídic compilat siguin els Usatges de Barcelona. Com l'anterior, conté textos historiogràfics i jurídics, i constitucions de pau i treva i de Corts fins al regnat de Pere el Cerimoniós, mort el 1387. En canvi, tot i que en les rúbriques hi ha referències a privilegis de la ciutat de Barcelona, el manuscrit, tal com ens ha arribat, no en conté cap. La il·lustració està formada per caplletres filigranades i il·luminades, i orles.
Altres llibres de privilegis del Consell de Cent destacats són: el Liber antiquus privilegiorum regiorum civitatis Barcinone primus, el Secundus antiquus regiorum privilegiorum civitatis Barcinone, el Tertius antiquus privilegiorum civitatis Barcinone, el Quartus antiquus privilegiorum, i el Constitutionum et privilegiorum antiquorum liber. Tots aquests llibres de privilegis es conserven a l'Arxiu Històric de la Ciutat de Barcelona.